# 2002年度壹電視大獎得獎名單
2002年度壹電視大獎頒獎典禮於2002年3月28日舉行。

## 十大電視節目
- 第一位：尋秦記
- 第二位：情深深雨濛濛
- 第三位：陀槍師姐III
- 第四位：婚前昏後
- 第五位：皆大歡喜
- 第六位：一筆Out消
- 第七位：百萬富翁
- 第八位：小寶與康熙
- 第九位：熱帶雨林蜜月狂奔
- 第十位：縱橫天下

## 十大電視藝人
- 第一位：鄭裕玲[2]
- 第二位：宣　萱
- 第三位：古巨基
- 第四位：陳啟泰
- 第五位：羅嘉良
- 第六位：陳慧珊
- 第七位：汪明荃
- 第八位：歐陽震華
- 第九位：薛家燕
- 第十位：佘詩曼

## 其他獎項
- 2002壹電視 最有前途藝人大獎：林峯
- Bally 最佳衣著角色大獎：鄭裕玲[2]
- Compaq 最具人氣大獎：鄭裕玲[2]
- Canon 最傑出品味大獎：宣萱
- 珍寶General 至Cool至In大獎：陳慧珊
- 嬌蘭 淨白凝肌膚大獎：佘詩曼
- Onkyo 聲色藝俱全藝人大獎：陳啟泰
- Phillip Wain 最完美體態藝人大獎：郭羨妮